# Orangefarbener Milchstern
Der Orangefarbene Milchstern (Ornithogalum dubium Houtt.; Syn.: Eliokarmos dubius (Houtt.) Mart.-Azorín, M.B.Crespo & Juan) ist eine Pflanzenart aus der Familie der Spargelgewächse (Asparagaceae).

## Beschreibung
Der Orangefarbene Milchstern ist eine ausdauernde, krautige Zwiebelpflanze, die Wuchshöhen von meist 15 bis 30 Zentimetern erreicht. Die 3 bis 8 Blätter messen ungefähr 10 × 2 Zentimeter und sind am Rand bewimpert. Die Blüte ist orange, sehr selten auch weiß, und hat einen Durchmesser von 20 bis 25 Millimetern. Mehr als 20 Blüten sind zu einer dichten, zylindrischen Traube angeordnet. Die Griffel sind sehr kurz.
Die Blütezeit reicht am Naturstandort von Juli bis September.

## Vorkommen
Der Orangefarbene Milchstern kommt in Südafrika in der Kap-Provinz vor.

## Nutzung
Der Orangefarbene Milchstern wird selten als Zierpflanze für Sommerrabatten sowie häufig als Topfpflanze genutzt. Als Topfpflanze blüht die Art von April bis Juni. Als Schnittblume hält sie sich mehrere Wochen und wird daher mit dem Namen „Gärtnertod“ bezeichnet.
Die Pflanze ist nicht winterhart. Die Zwiebeln von Freilandpflanzen sollten im Herbst ausgegraben und über den Winter frostgeschützt gelagert werden.

## Belege
- Eckehart J. Jäger, Friedrich Ebel, Peter Hanelt, Gerd K. Müller (Hrsg.): Rothmaler Exkursionsflora von Deutschland. Band 5: Krautige Zier- und Nutzpflanzen. Spektrum Akademischer Verlag, Berlin Heidelberg 2008, ISBN 978-3-8274-0918-8.